# 赛哈
赛哈（Saiha），是印度米佐拉姆邦Saiha县的一个城镇。总人口19731（2001年）。

## 人口
该地2001年总人口19731人，其中男性10175人，女性9556人；0—6岁人口3215人，其中男1691人，女1524人；识字率78.78%，其中男性为80.14%，女性为77.33%。